# Lamprobyrrhulus nitidus
Lamprobyrrhulus nitidus – gatunek chrząszcza z rodziny otrupkowatych i podrodziny Byrrhinae.

## Taksonomia
Gatunek ten opisany został po raz pierwszy w 1783 roku przez Johanna Gottlieba Schallera jako Byrrhus nitidus. W nowym rodzaju Lamprobyrrhulus umieszczony został 1902 roku przez Ludwiga Ganglbauera.

## Wygląd

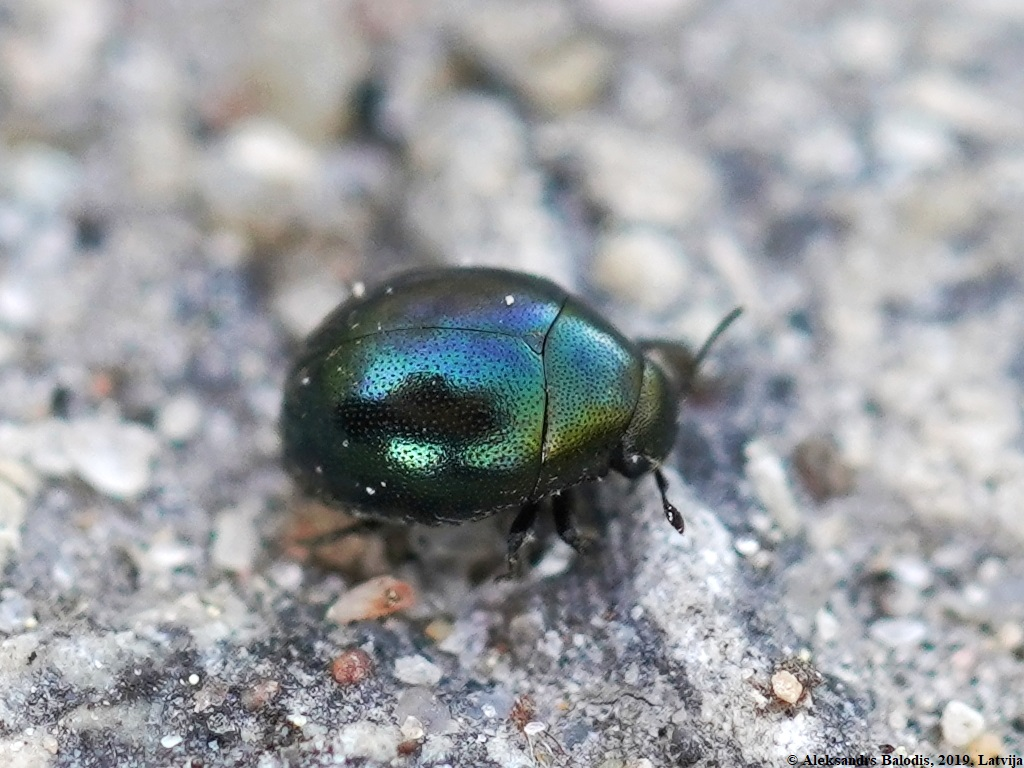
Imago

Chrząszcz o krótko-owalnym, bardzo mocno wysklepionym, porośniętym włoskami i pozbawionym maczugowatych szczecin  ciele długości od 2,5 do 3,5 mm. Ubarwienie wierzchu ciała odznacza się bardzo silnym metalicznym połyskiem o odcieniu zielonkawym, rzadziej zielonkawoczerwonym. Głowa pozbawiona jest szwu czołowo-nadustkowego oraz listewki na przednim brzegu. Przedplecze ma falistą krawędź tylną; jego punktowanie jest u L. nitidus mniejsze, bardziej rozproszone i wydłużone niż u L. hayashii. Punkty na pokrywach są wyraźne, duże i głębokie. Owłosienie pokryw nie jest rzadsze od tego na tarczce. Zapiersie ma punktowanie duże w części przedniej i mniejsze w części tylnej, a stosunek jego szerokości do długości jest mniejszy niż u L. hayashii. Odnóża są krótkie i spłaszczone, a przednia ich para ma na stronach wewnętrznych goleni rowki, w które chować mogą się stopy. Szerokości ud i goleni są prawie takie same. Odwłok ma na odsłoniętych częściach sternitów punkty mniejsze niż u L. hayashii. Samica ma na dziewiątym segmencie odwłoka gonostyli o członie nasadowym szerszym, a członie drugim dłuższym niż u L. hayashii. Samiec ma edeagus długości od 1,39 do 1,49 mm oraz paramery wyraźnie faliste.

## Ekologia i występowanie
Zamieszkuje głównie siedliska otwarte, nasłonecznione i piaszczyste.
Jest gatunkiem palearktycznym, znanym z Francji, Holandii, Włoch, Finlandii, Estonii, Łotwy, Litwy, Polski, Czech, Słowacji, Węgier, Bałkanów i Rosji (na północ po Karelię). Był błędnie podawany z Japonii (dane te odnoszą się do L. hayashii).